# District de Sancoins
Le district de Sancoins est une ancienne division territoriale française du département du Cher de 1790 à 1795.
Il était composé des cantons de Sancoins, Aurouer, Dun, la Guerche et Nerondes.